# Călățele
Călățele là một xã thuộc hạt Cluj, România. Dân số thời điểm năm 2002 là 2728 người.